# Quend

Quend este o comună în departamentul Somme, Franța. În 1 ianuarie 2022 avea o populație de 1.280 de locuitori.